# Caryospora constanciae
Caryospora constanciae – gatunek pasożytniczych pierwotniaków należący do rodziny Eimeriidae z podtypu Apicomplexa, które kiedyś były klasyfikowane jako protista. Występuje jako pasożyt węży. C. constanciae cechuje się tym iż oocysta zawiera 1 sporocystę. Z kolei każda sporocysta zawiera 8 sporozoitów.
Obecność tego pasożyta stwierdzono u Micrurus spixii spixii należącego do rodziny zdradnicowatych (Elapidae).
Występuje na terenie Brazylii w Ameryce Południowej.

## Sporulowana oocysta
Jest kształtu sferoidalnego lub jajowatego, posiada 2 bezbarwne ściany o łącznej grubości 1,9 – 2,5 μm. Oocysta posiada następujące rozmiary: długość 18,7 – 22,5 μm, szerokość 17,5 – 20 μm. Brak mikropyli oraz wieczka biegunowego. Występuje ciałko biegunowe, które u tego gatunku jest duże i zwykle przylega do wewnętrznej strony otoczki wewnętrznej.

## Sporulowana sporocysta i sporozoity
Sporocysty kształtu owoidalnego o długości 15 – 17,5 μm, szerokości 10,6 – 12,5 μm. Występuje ciałko Stieda oraz substieda body (SBB). Brak parastieda body (PSB).